# ヘンリー・オースチン
ヘンリー・ウィルフレッド・オースチン（Henry Wilfred Austin, 1906年8月20日 - 2000年8月20日）は、イングランド・ロンドン出身の男子テニス選手。ケンブリッジ大学卒業。1930年代にイギリスを代表するテニス選手として活躍した。
フルネームは「ヘンリー・ウィルフレッド・オースチン」というが、愛称の「バニー・オースチン」（Bunny Austin）の呼び名で最もよく知られている。彼は男子テニス国別対抗戦・デビスカップでイギリス・チームを1933年-1936年の4連覇に導いた。グランドスラムでは3度の準優勝があるもののタイトルを獲得できなかった。オースチンは佐藤次郎との対戦を通じて、日本のテニス史にも名前を残した選手である。
彼の後に男子イギリス人選手が地元ウィンブルドン選手権決勝進出を長い間果たせなかったが、2012年にアンディ・マリーが74年ぶりに決勝進出を果たした。

## 経歴
バニー・オースチンが「4歳から出場を夢見てきた」ウィンブルドン選手権に初出場したのは、1926年の大会であった。1929年から、オースチンはデビスカップのイギリス代表選手に選ばれる。デ杯代表入りした年は、ウィンブルドンで初の準決勝に進み、全米選手権でもジョン・ドエグとの準々決勝まで進出した。3年後の1932年、オースチンはウィンブルドンで初めての決勝戦に進んだ。準決勝で日本の佐藤次郎を 7-5, 6-2, 6-1 で破ったオースチンは、決勝戦で第2シードのエルスワース・バインズに 4-6, 2-6, 0-6 のストレートで完敗してしまう。翌1933年の大会で、オースチンは準々決勝で佐藤と再び顔を合わせたが、今度は 5-7, 3-6, 6-2, 6-2, 2-6 のフルセットで佐藤に敗れた。先に佐藤に2セットを連取された後、オースチンは第3・第4セットを連取して追いついたが、第5セットで佐藤がオースチンを突き放した。1934年には、オースチンはドロシー・シェパード＝バロン（1897年 - 1953年）と組んだ混合ダブルスで準優勝に終わっている。相手は日本の三木龍喜とドロシー・ラウンドの組で、オースチンとシェパード・バロンは 6-3, 4-6, 0-6 の逆転で敗れた。混合決勝の終了後、オースチンも4月5日に投身自殺した佐藤に哀悼の意を表した。
1933年から1936年までの4年間は、イギリスのテニス界の黄金時代であった。デビスカップでイギリス・チームが4連覇を達成し、フレッド・ペリーがウィンブルドン選手権で1934年-1936年の大会3連覇を達成した期間である。1933年のデ杯「ワールドグループ」決勝で、イギリスはフランスを3勝2敗で破り、1927年から続いてきたフランスのデ杯連勝記録を「6連覇」で止めた。オースチンはシングルスの第1試合で、フランスのアンドレ・メルリンに快勝した。1934年と1935年のデ杯決勝ではアメリカに勝ち、1936年はオーストラリアを破っている。しかし、1937年のデ杯決勝でイギリスはアメリカ・チームに「1勝4敗」で敗れ、ここで5連覇が消えた。ペリーが「プロテニス選手」に転向したことで、イギリス・チームの戦力は大幅に下がり、オースチンがシングルス第1試合でアメリカのフランク・パーカーに勝利したのみだった。第4試合でイギリス・チームの敗戦が決まった後、オースチンは最終第5試合でドン・バッジに敗れている。これを最後に、イギリスはデ杯優勝からも遠ざかっている。ウィンブルドン選手権とデビスカップで黄金時代を彩った国民的英雄のペリーについて、オースチンは後日「彼はダービーのサラブレッドで、私は古馬車の馬と呼ばれたよ」と笑いながら語ったという。
フレッド・ペリーが1936年全米選手権優勝を最後に「プロテニス選手」となった後も、オースチンはイギリスのアマチュア選手として活動を続けた。1937年、オースチンは全仏選手権で初の決勝進出を果たす。それまで、全仏選手権では1935年のベスト4が自己最高成績であった。この決勝戦でも、オースチンはドイツのヘンナー・ヘンケルに 1-6, 4-6, 3-6 のストレートで敗れた。最後のチャンスは、1938年ウィンブルドン選手権でやってくる。オースチンは大会第2シードとして勝ち進んだが、6年ぶり2度目のウィンブルドン決勝でドン・バッジに 1-6, 0-6, 3-6 で完敗し、とうとう4大大会のシングルス・タイトルを獲得できずに終わった。最後のウィンブルドン出場となった1939年は、第1シードのオースチンは準々決勝でエルウッド・クック（アメリカ）に敗れている。
オースチンは選手生活のある時期から、黄疸の一種である「ジルベール症候群」を患っていた。 第2次世界大戦中、オースチンはアメリカ陸軍に勤務し、そこで病気の治療を受けた。それから半世紀後、オースチンは1930年代のイギリステニス界における顕著な貢献を認められ、1997年に国際テニス殿堂入りを果たす。長寿に恵まれた「バニー・オースチン」ことヘンリー・ウィルフレッド・オースチンは、94歳の誕生日にあたる2000年8月20日に逝去した。オースチンは前月の2000年7月、ウィンブルドン選手権のセンター・コートを最後に訪問できた時のことを喜んでいたという。

## 主な成績
- 全仏選手権　男子シングルス準優勝：1度（1937年）／混合ダブルス準優勝：1度（1931年）
- ウィンブルドン選手権　男子シングルス準優勝：2度（1932年、1938年）／混合ダブルス準優勝：1度（1934年）
- デビスカップ　1933年-1936年、イギリス・チーム4連覇